# 文昌街道 (济南市)
文昌街道，是中华人民共和国山東省济南市长清区下辖的一个乡镇级行政单位。

## 行政区划
文昌街道下辖以下地区：
国安社区、东三里社区、华新社区、小柿子园社区、东王社区、东八里社区、西八里社区、牛山社区、大柿子园社区、东铺社区、清河街第一社区居委、清河街第二社区居委、清河街第三社区居委、清河街第四社区居委、清河街第五社区居委、清河街第六社区居委、中川社区、文昌社区、南关村、西门里村、水鸣庄村、南门里村、北门里村、东门里村、东北关村、叶庄村、刘庄村、西关村、窑头村、新屯村、西兴隆村、后兴隆村、前兴隆村、老屯村、郭庄村、贾庄村、北小房村、三龙庄村、孟李庄村、小卢庄村、西仓庄村、义合庄村、东仓庄村、西魏庄村、西大房村、东大房村、南五村、段庄村、袁庄村、吕庄村、燕庄村、金里庄村、燕王庄村、老徐家洼村、南小房村、新徐家洼村、十里铺村、杨庄村、南王庄村、新周庄村、西李庄村、西苏庄村、东苏庄村、仁合庄村、孙庄村、陈庄村、后三庄村、前三庄村、朱庄前村、朱庄后村、山峪庄村、东齐庄村、南李庄村、潘庄村、荆庄村、水泉峪村和东关村。